# Herrenhäuser Gärten

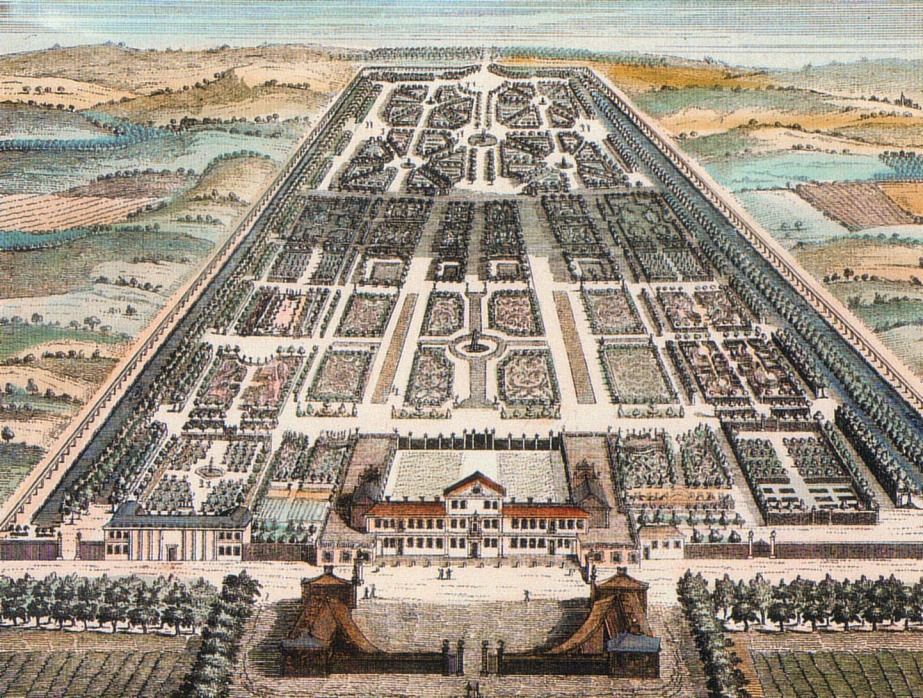
De 'Große Garten', met op de voorgrond het 'Schloss Herrenhausen'. Ingekleurde kopergravure van Nathaniel Parr, ca. 1745

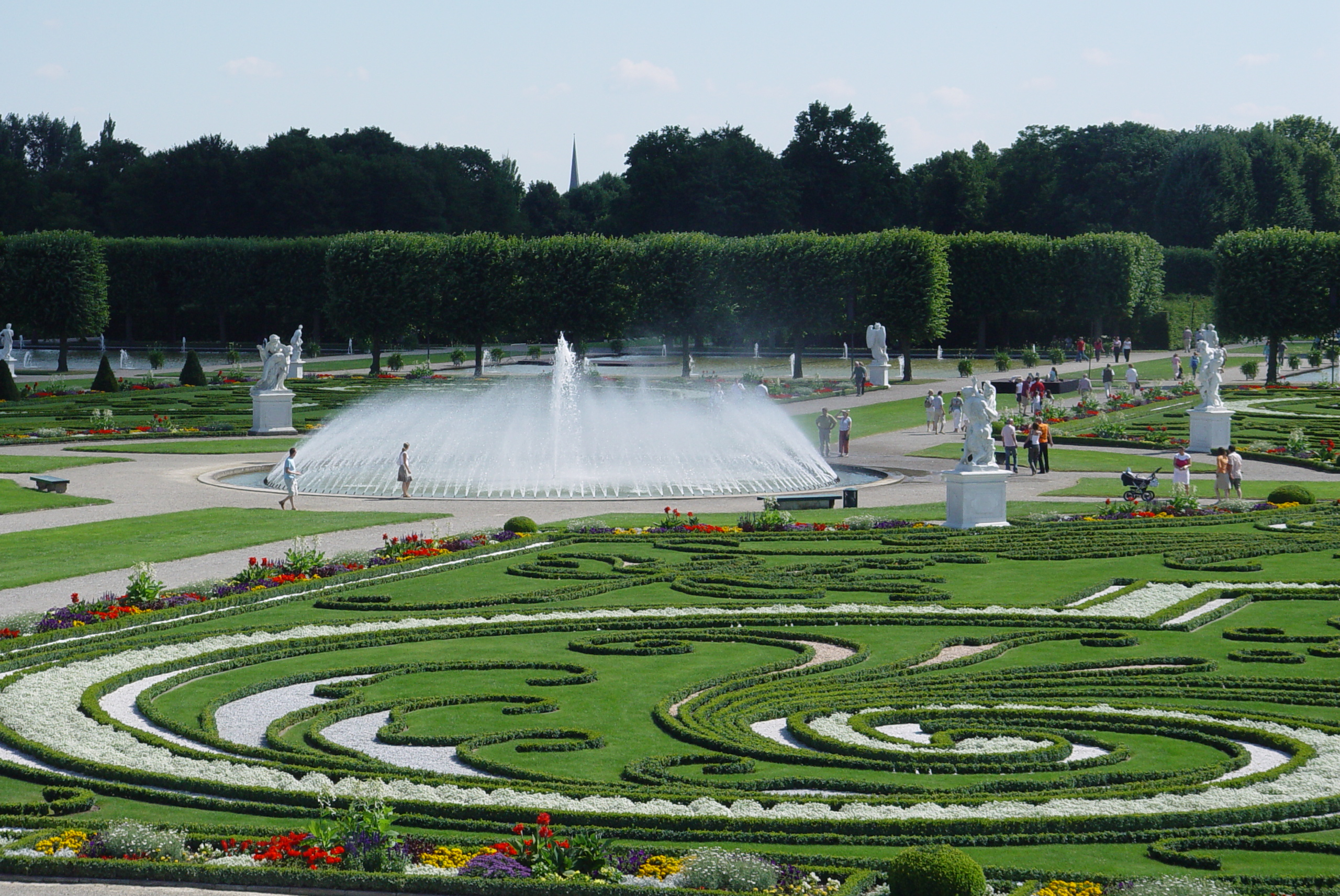
Glockenfontäne, met op de voorgrond 'broderie'-perken

De Herrenhäuser Gärten ('tuinen van Herrenhausen') in Hannover bestaan uit vier aaneenpalende maar afzonderlijk tuinen: Große Garten, Berggarten, Georgengarten en Welfengarten.
De Große Garten (grote tuin) in Herrenhausen is een van de belangrijkste baroktuinen in Europa. Deze vormt het historisch centrum van het tuincomplex; een grote, ongeveer rechthoekige en door een gracht omgeven tuin. Aan de noordzijde stond het Schloss Herrenhausen dat bij bombardementen op 18 oktober 1943 vernield werd. Het kasteel is met middelen van de Volkswagenstichting herbouwd. De eerste steen werd gelegd op 6 juni 2011, de opening werd gevierd op 18 januari 2013.
De Berggarten evolueerde van een groentetuin naar een botanische tuin met serres. In 2006 werd hier ook het Sea Life-aquarium geopend.
De Georgengarten ligt ten westen van de 'Große Garten' en behoort, zoals de Welfengarten tot de stadswijk Nordstadt. Deze tuinen zijn in Engelse stijl aangelegd.

## Geschiedenis

### Große Garten

#### 17e eeuw
Hertog Georg von Calenberg liet in 1638 in de buurt van Herrenhausen, dat toen nog een dorp met de naam 'Höringehusen' was, een tuin met bijhorende gebouwen aanleggen. De Große Garten beantwoordde op dat moment door zijn omvang aan het concept van een dierentuin. Zijn zoon: Johann Friedrich von Calenberg liet hier een kasteel bouwen en gaf aan Michael Grosse de opdracht om een lusttuin aan te leggen. De daaropvolgende eigenaars ondernamen nog verschillende aanpassingen en uitbreidingen, aanvankelijk uitgevoerd onder leiding van Henry Peronnet, later onder leiding van hofarchitect Girolamo Sartorio, fonteinmeester Marinus Cadart en hofbouwmeester Brand Westermann.
In 1676 werd de Große Kaskade en 1677 de Grotte toegevoegd. Hertog Ernst August werd in 1692 keurvorst van Brunswijk-Lüneburg en had voor zijn status alle reden om een imposante tuin te hebben.

#### De Große Fontäne

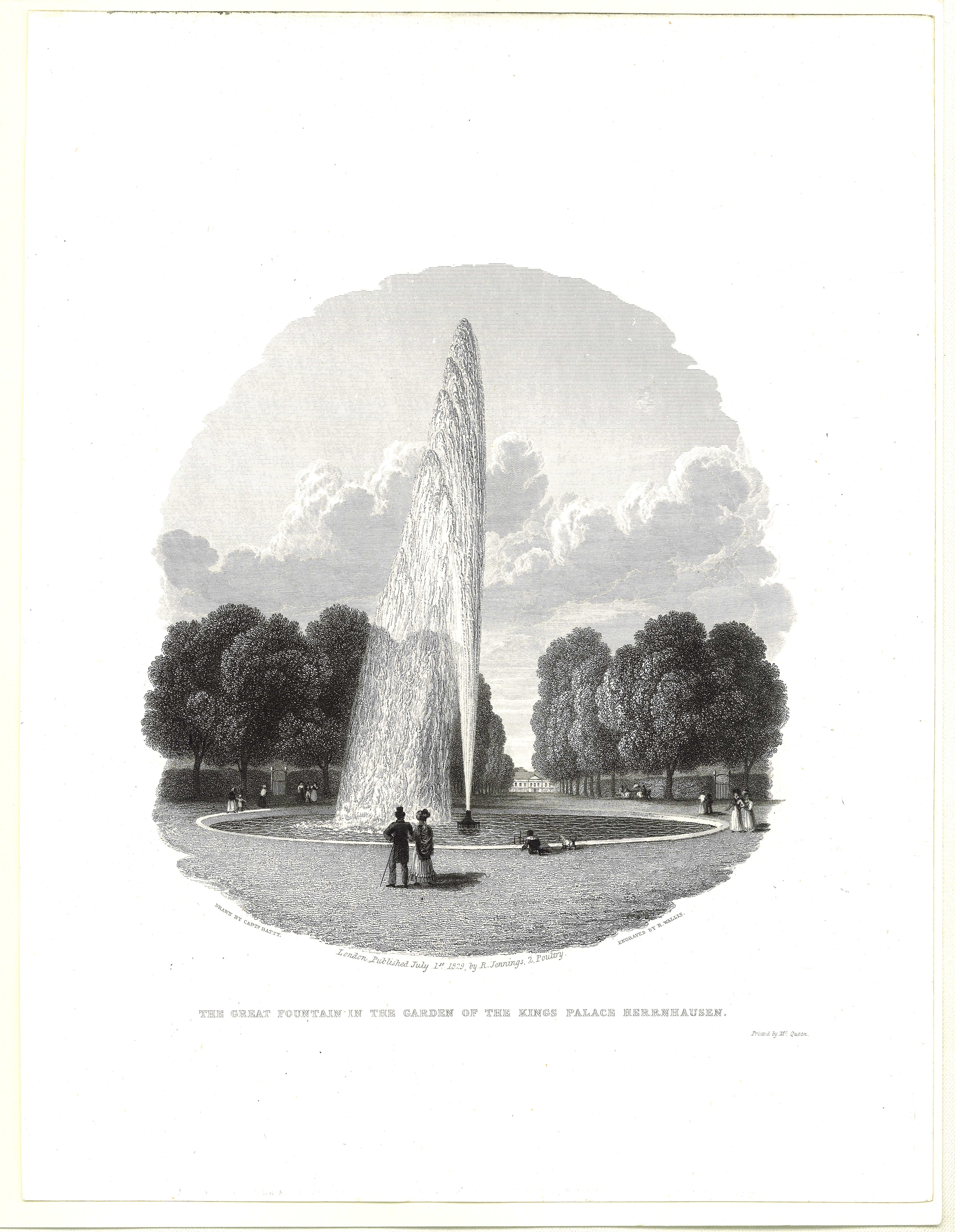
De Große Fontäne; kopergravure uit 1829 van R. Wallis

De fonteinmeester had als opdracht de watervoorziening voor de talrijke fonteinen en vooral de Große Fontäne te verzorgen.
Nadat zij in Bremen een dergelijke constructie hadden gezien, besloot men in de Leine nabij Herrenhausen een waterrad te bouwen, maar men raakte het niet eens over de exacte locatie. Daarom probeerde men het dan maar door water van de Benther Berg naar Herrenhausen af te leiden.
In 1689 werd Marinus Cadart wegens onbekwaamheid ontslagen. Zijn opvolger werd kort na zijn aanstelling ziek, en ook de pogingen van uit Parijs gehaalde Pierre Denis bleken vruchteloos.
In 1696 kwam Gottfried Wilhelm Leibniz met het idee om een stuw in de Leine te bouwen en daarbij een pompstation dat het water onder druk naar de tuin zou stuwen. Nadat andere technici mislukten, slaagden uiteindelijk de Engelsen Andrews en Joseph en Johann Cleeves in de opdracht.
Bij de ingebruikstelling in 1719 was de Engelse koning George I aanwezig. De verhoopte 20 meter hoge fontein, bleek uiteindelijk maar 5 meter te zijn.
De uit Frankrijk afkomstige Jean Thèophile Desagulier ontdekte de fout; de aanvoerleiding was in een rechte hoek in plaats van in een boog gemaakt, wat de stroom aanzienlijk vertraagde. In september 1720 was het werk dan toch af. Joseph en Johann Cleeves werden vast aangesteld om de werking te garanderen. In 1721 werd een hoogte van 35 meter bereikt; de fontein was op dat moment de hoogste in een Europese kasteeltuin.

Door het gebruik van een ringstraalpijp kon in de loop der jaren de hoogte met een holle straal tot 70 meter worden opgedreven.

De pompinstallatie, buiten het tuindomein gelegen, is thans een nog steeds functionerend technisch monument.

#### 18e eeuw

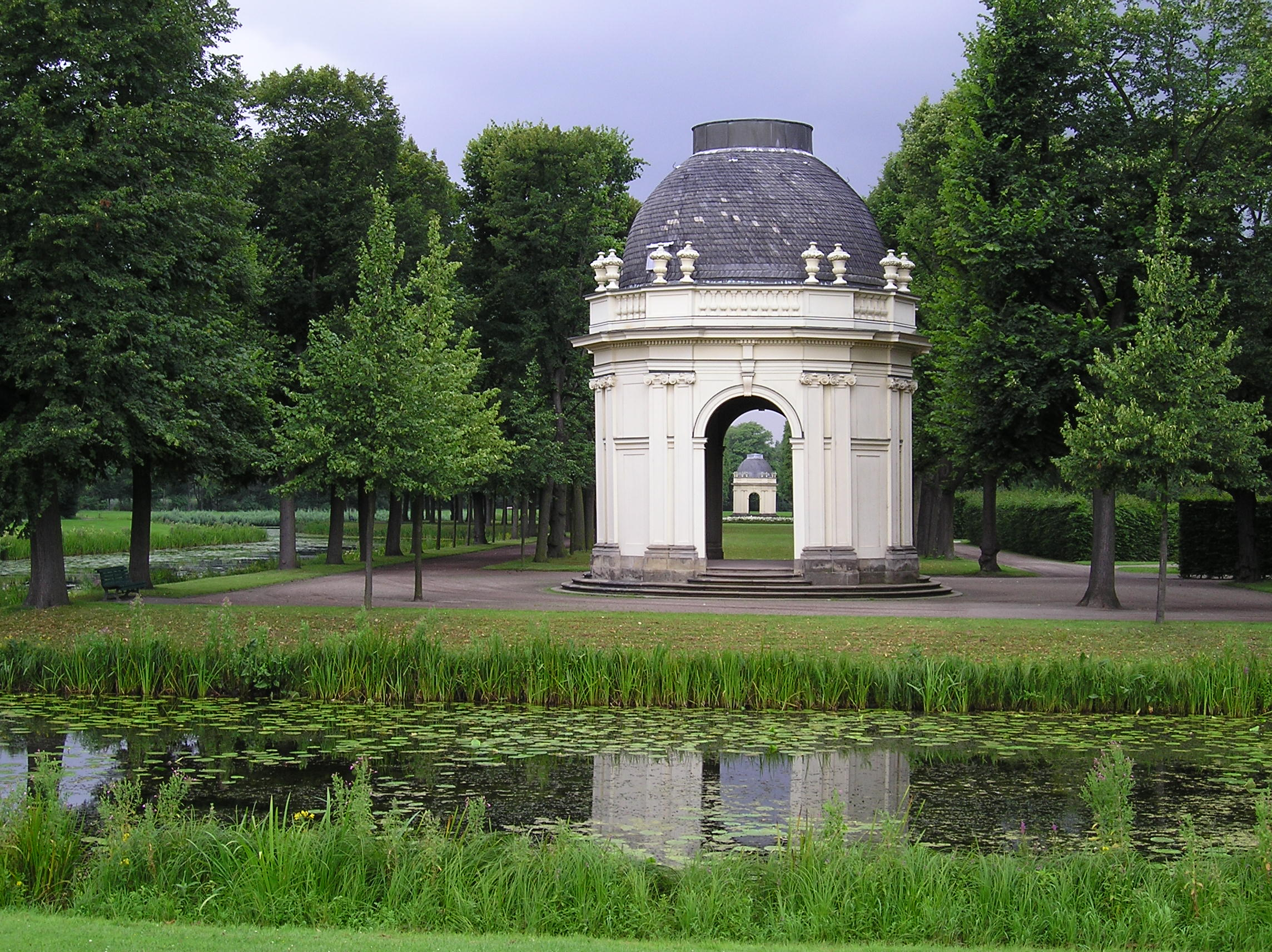
Hoekpaviljoen aan de gracht van Louis Remy de la Fosse

Door Martin Charbonnier werden de tuinen verder uitgebouwd met onder andere het Pagenhaus en de twee hoekpaviljoenen van Louis Remy de la Fosse.
Met zijn 200 ha oppervlakte was de tuin in 1710 ongeveer even groot als de binnenstad van Hannover waar 10.000 mensen woonden.
Keurvorstin Sophia van de Palts, die haar jeugd in Nederland doorbracht liet de tuin in de stijl van de Nederlandse barok herinrichten. Weldra had men ook nood aan nieuwe gebouwen; zo werd tussen 1720 en 1723 de oranjerie gebouwd en tussen 1747 en 1749 een woning voor de hoofdtuinier von Hardenberg.

#### 19e eeuw

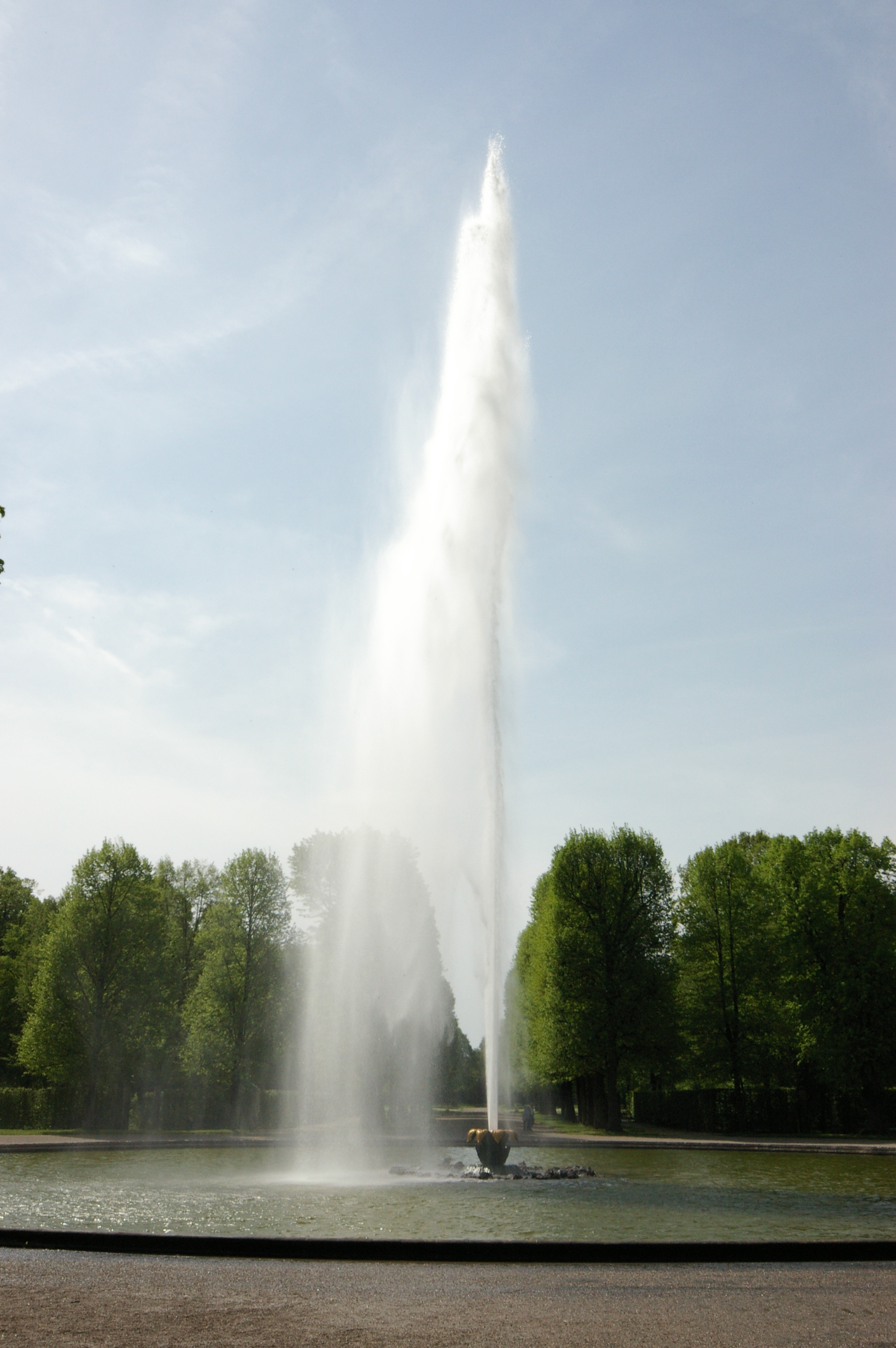
Große Fontäne, huidige toestand

Van 1819 tot 1821 werden kasteel en oranjerie gerenoveerd. De tuin geraakte in de vergetelheid, omdat de heersers van Hannover in Londen resideerden en zich van hun Hannoverse tuin niets meer aantrokken. Zo ontsnapte de Große Garten aan de toenmalige algemene trend om barokke tuinen om te vormen in landschapstuinen.
Na een korte periode als koninklijke residentie van George V van Hannover had het domein, door de annexatie in 1866 van Hannover bij Pruisen, geen maatschappelijke betekenis meer en werd het verder verwaarloosd.

#### 20e eeuw
Aankoop door de stad in 1936.
Er werden opnieuw aanpassingen uitgevoerd. Zo werden er acht bijzondere tuinen aangelegd, waaronder een achthoekige doolhof (Irrgarten), op basis van een 17e-eeuws plan.
Voor de vrijgekomen plaats van het, bij een luchtaanval in de nacht van 18 op 19 oktober 1943 vernielde, kasteel werden talrijke voorstellen gedaan, maar meer dan een 'voorlopig' restaurant kwam er niet, tot in 2007 middelen gevonden werden om het kasteel te herbouwen.

Bijzonder is de herinrichting met spiegelmozaïeken van de Grotte, uitgevoerd in 2003 door medewerkers van Niki de Saint Phalle.

### Berggarten

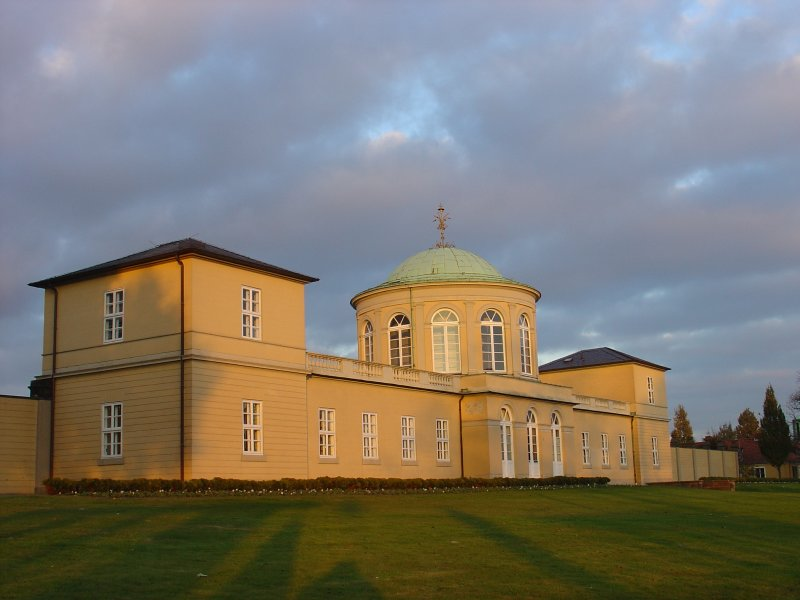
Bibliotheekgebouw Berggarten

Gelegen aan de overkant van de Herrenhäuser Strasse, werd deze in 1666 in gebruik genomen en als 'keukenhof' voor de groenteweek aangelegd.

Later werd het een tuin voor exotische planten, waarvoor ook een 'kweekgebouw' (Gewächshaus) werd opgericht.

Parallel met de kweek van exotische planten, werd het ook een proeftuin voor zuidelijke planten in Nedersaksen. Het kweken van rijst mislukte, maar tabak en moerbeiboom waren wel succesvol.

Zo werden de rupsen van de Koninklijke zijderupsenfabriek in Hamelen met moerbeiboombladeren uit Herrenhausen gekweekt.
- Vanaf 1750 nam de tuin van Linden de functie van groeten- en proeftuin over, en werd de Berggarten een Hortus botanicus.
- Van 1817 tot 1820 werd het Gartenmeisterwohnhaus gebouwd, dat thans de bibliotheek huisvest.
- Van 1842 tot 1847 werd het mausoleum gebouwd, waarin koning Ernst August en zijn vrouw Frederika hun laatste rustplaats vonden. Na de Tweede Wereldoorlog werden hier ook de doodskisten van keurvorst Ernst August, zijn vrouw Sophia van de Palts en hun oudste zoon George I van Groot-Brittannië evenals enkele andere familieleden, overgebracht. Ze waren eerder begraven in de kasteelkapel van het Leineschloss, dat zwaar beschadigd was in de oorlog.
- In 1849 werd het Palmenhaus geopend.
- In 1880 kwam het Große Palmenhaus, een 30 meter hoge glas-en-staalconstructie, erbij.

De palmenserres werden bij het bombardement van 18 oktober 1943 eveneens zwaar beschadigd en in de jaren 50 afgebroken. Ter vervanging werd naar aanleiding van de Expo 2000 een Regenwoudhuis gebouwd dat wegens de hoge kosten in 2006 weer werd gesloten. Het is inmiddels omgebouwd tot een zeeaquarium.

### Georgengarten
Dit was oorspronkelijk een overstromingsgebied van de Leine.
- In 1726 werd de 2 km lange Herrenhäuser Allee aangelegd, als verbinding tussen het Schloss Herenhausen en het stadscentrum.
- Van 1781 tot 1796 werd hier het Wallmodenschloss gebouwd.
- De aanleg als landschapspark in Engelse stijl gebeurde tussen 1828 en 1843 met onder andere de aanleg van vijvers en drie bruggen, waarvan de Friederikenbrücke nog steeds bestaat. Toen kreeg de tuin ook zijn naam, naar Georg IV van Hannover.
- In 1857 kwam er een poortgebouw aan de stadszijde, maar dat werd in de jaren 60 weer afgebroken.
- Het park werd in 1921 door de Stad Hannover aangekocht.
- In 1935 werd de Leibniztempel van de Paradeplatz naar de Georgengarten verplaatst.
- In het Wallmodenschloss bevindt zich thans het Wilhelm Busch-museum.

### Welfengarten

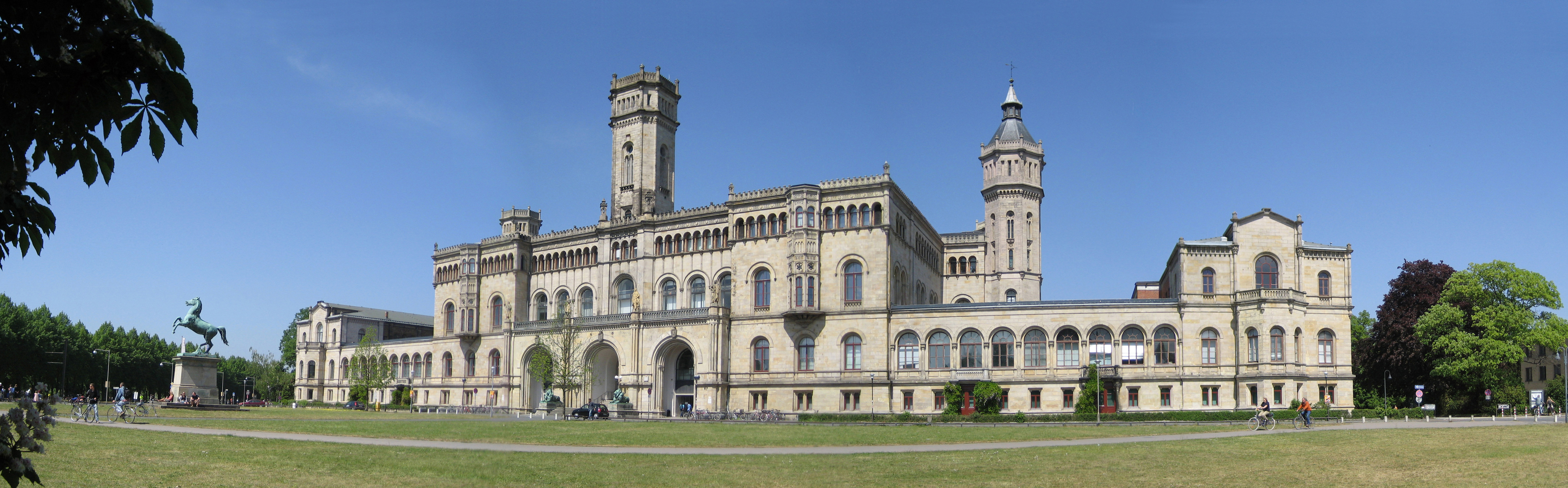
Het Welfenschloss 2007

In 1717 werd ten noorden van de Herrenhäuser Allee het Schloss Monbrillant gebouwd, dat in 1857 weer werd afgebroken om plaats te maken voor het in 1866 voltooide Welfenschloss, dat door de Welfengarten omgeven wordt.
Door de annexatie van Hannover door Pruisen verloor het quasi onmiddellijk zijn voorziene bestemming. Het werd omgebouwd tot een technische hogeschool die aan de basis lag van de Gottfried Wilhelm Leibniz Universität Hannover.
In de jaren 70 en 80 was de Welfengarten vooral gekend door de drugshandel.
- Gemeinsame Normdatei: 1049346084
- Library of Congress Control Number: sh98003255
- Nationale Bibliotheek van Israël: 987007530206405171
- Virtual International Authority File: 149949094
- WorldCat: E39PBJycQ63J97jdrjFCg9M9Dq